# 恋の西武新宿線
『恋の西武新宿線』（こいのせいぶしんじゅくせん）は、1975年9月1日に発売された愛奴の2ndシングル。

## 概要
- 1975年5月1日発売されたアルバム『愛奴』からのシングルカット[1]。タイトル通り西武新宿線を舞台にしたポップなラブソング[1][2]。
- 浜田省吾が脱退する前の最後のシングル。後に浜田は自身のアルバム『君が人生の時…』（1979年）でリメイクしている。当時、愛奴のアルバムは廃盤状態だったので、お気に入りだったこの曲を聴いてもらいたくて歌い直した[1][2]。
- 歌詞には「西早稲田通り」というどこを指すのか分からない部分はあるものの[2]、歌詞内に西武新宿線や関連する固有名詞は登場しない[1]。
- 本作に収録されたのはシングルバージョンであり、アルバムバージョンよりも若干短い。シングルバージョンは、2015年発売の『AIDO Complete Collection』にボーナストラックとして収録された。

## 収録曲
1. 恋の西武新宿線
作詞・作曲：浜田省吾、編曲：愛奴
2. 愛奴のテーマ
作詞：浜田省吾 作曲：浜田省吾・青山徹、編曲：愛奴